# Lymphocystivirus platichthys1
Espèce
Synonymes
- Lymphocystis disease virus 1
ICTV, 1999

Lymphocystivirus platichthys1  est une espèce de virus géants de la famille des Iridoviridae.
Lymphocystivirus platichthys1 infecte le flet (Platichthys flesus) et la plie (Pleuronectes platessa).

## Génome
Le génome du LCDV-1 mesure environ 102,7 kilopaires de bases (kbp), avec 195 cadres de lecture ouverts potentiels (ORF), et code deux sous-unités d'ARN-polymérases dépendantes de l'ADN, une ADN-méthyltransférase, une ADN-polymérase, une guanosine triphosphate-phosphohydrolase (GTPase), une hélicase, des protéines-kinases, une ribonucléoside diphosphate-réductase et des protéines à doigts de zinc, entre autres  The LCDV-2 genome is similar to that of LCDV-1 but is slightly smaller, approximately 98 kilobase pairs (kbp) in length.